# Cleora praia
Cleora praia là một loài bướm đêm trong họ Geometridae.